# مجهر القرنية

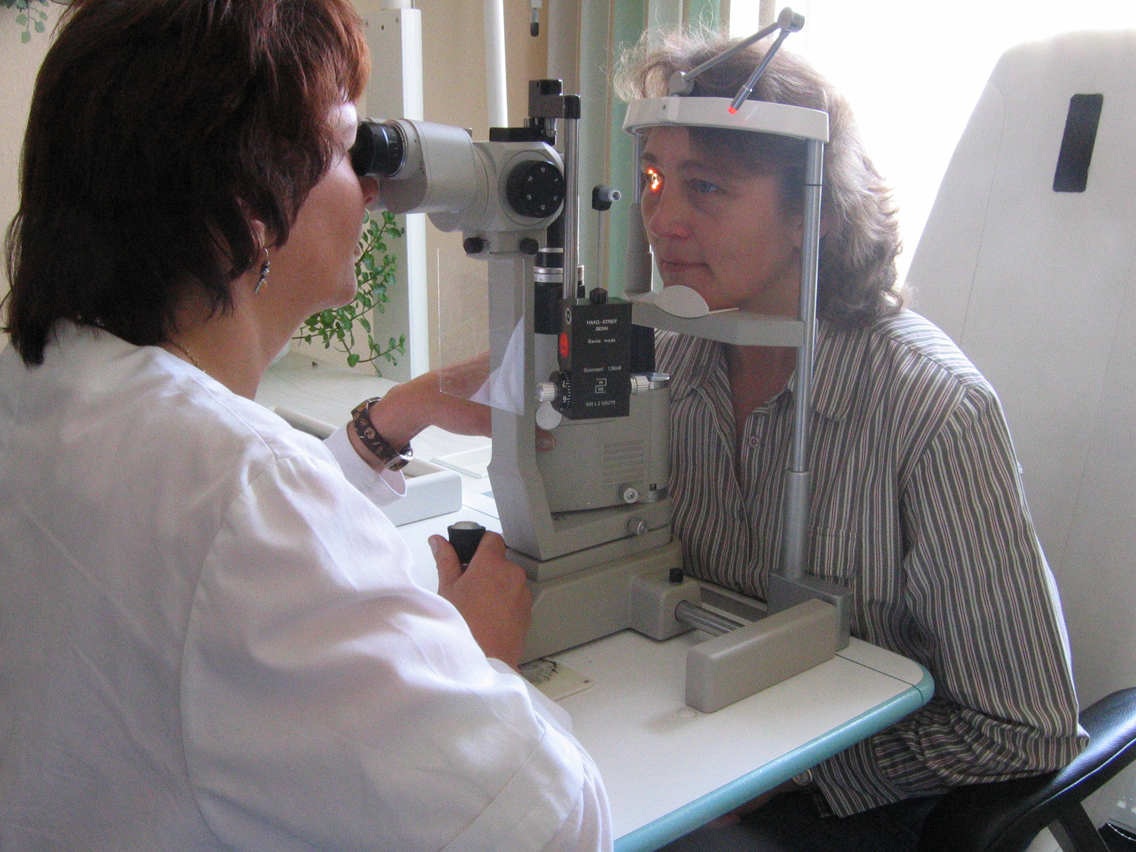

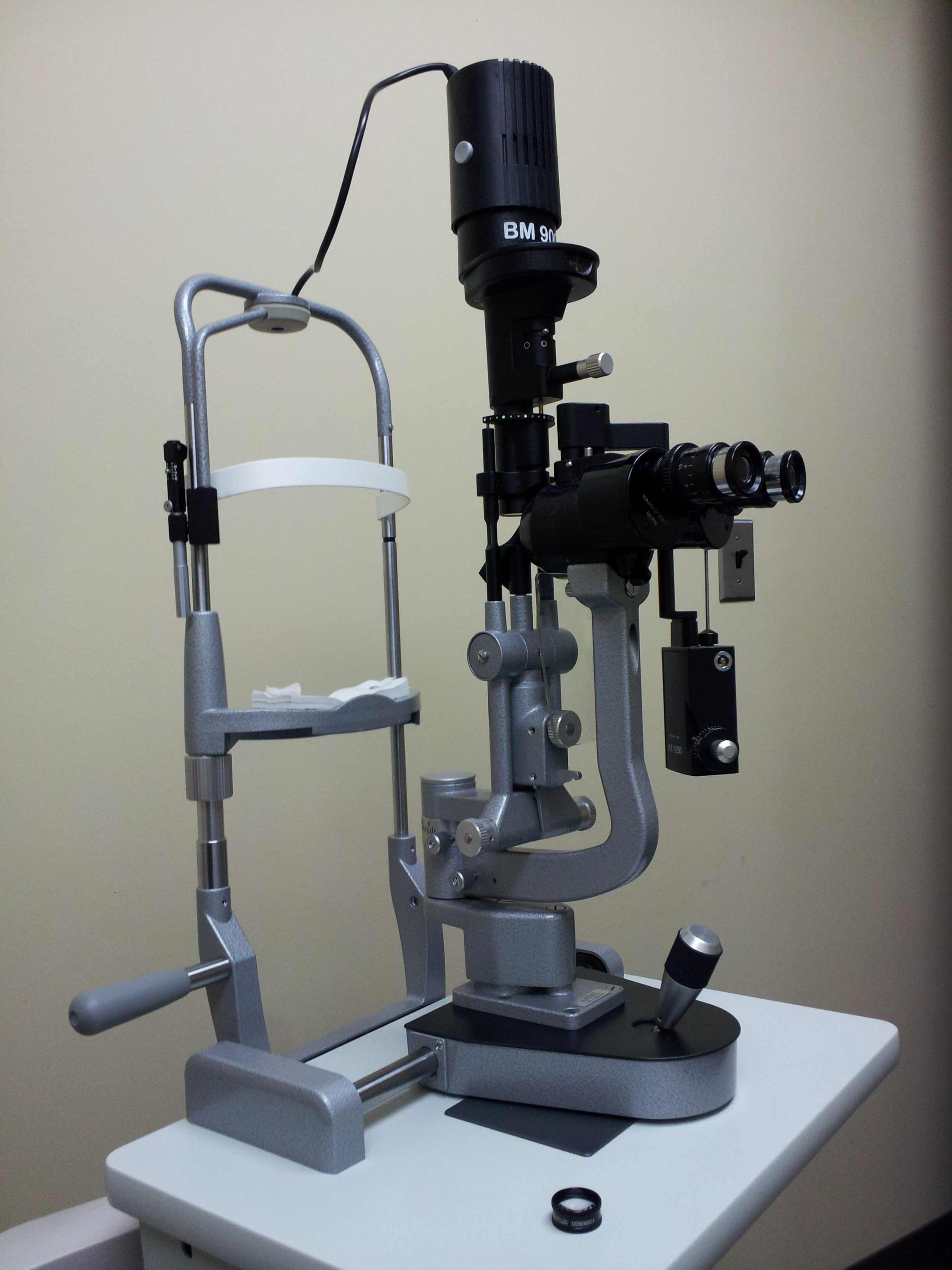
منظر جانبي لآلة المصباح الشقي

إعتام عدسة العين في العين البشرية: رؤية مكبرة عند الفحص بالمصباح الشقي

مجهر القرنية عبارة عن جهاز يتكون من مصدر ضوء عالي الكثافة حيث يمكن تركيزه لإلقاء ضوء رفيع على العين. يتم استخدامه مع المجهر الحيوي. يسهل المصباح فحص الجزء الأمامي والجزء الخلفي من العين البشرية، والذي يشمل الجفن والصُّلْبَة والُملتحمة والقزحية والعدسة البلورية الطبيعية والقرنية. يوفر فحص بمجهر القرنية رؤية مكبرة لهيكل العين بالتفصيل، مما يتيح إجراء التشخيصات التشريحية لمجموعة متنوعة من حالات العين. حيث تستخدم عدسة محمولة باليد لفحص الشبكية.

## التاريخ
ظهر اتجاهان متضاربان في تطوير مجهر القرنية. نشأ أحد الاتجاهات من البحث السريري وكان يهدف إلى تطبيق التكنولوجيا المعقدة والمتقدمة بشكل متزايد في ذلك الوقت. [1] نشأ الاتجاه الثاني من ممارسة طب العيون ويهدف إلى الكمال التقني وتقييد الأساليب المفيدة. كان أول رجل يُنسب إليه الفضل في التطورات في هذا المجال هو هيرمان فون هيلمهولتز (1850) عندما اخترع منظار العين. [2]
سمي الجهاز «مصباح القرنية» في تخصص طب العيون وقياس النظر، على الرغم من أنها يسمى بشكل صحيح «جهاز مجهر القرنية». [3] إن الجهاز اليوم عبارة عن مزيج من تطورين منفصلين، مصباح القرنية ومجهر القرنية نفسه. يعود المفهوم الأول لمصباح القرنية إلى عام 1911، ويُنسب إلى ألفار جولستراند. ومنظار العين الكبير الخالي من الانعكاس قاعدته لها القدرة على التحرك بحرية على لوح زجاجي. وباستخدام محدق ضوء نرنست الذي تم تحويله لاحقًا إلى شق من خلال نظام بصري بسيط. ومع ذلك، لم تحظ الآلة بالكثير من الاهتمام ولم يظهر مصطلح «مجهر القرنية» في أي كتابات مرة أخرى حتى عام 1914.
لم يتم إدخال العديد من التحسينات على مجهر القرنية لجولستراند الذي صنعه فوغت هنكر حتى عام 1919. أولاً، تم إجراء اتصال ميكانيكي بين المصباح وعدسة منظار العين. تم تركيب وحدة الإضاءة هذه على عمود الطاولة بذراع مفصلية مزدوجة. وتم دعم المجهر ثنائي العينين على حامل صغير ويمكن نقله بحرية عبر سطح الطاولة. في وقت لاحق، حيث تم استخدام مرحلة الشرائح المتقاطعة لهذا الغرض. أدخل فوغت إضاءة كوهلر، وتم استبدال مصباح نرنست المتوهج المحمر بالمصباح المتوهج الأكثر توهجًا وسطوعًا. يجب الإشارة بشكل خاص إلى التجارب التي أعقبت تحسينات هنكر في عام 1919. حيث تم استبدال مصباح نترا بمصباح قوس الكربون بفلتر سائل. في هذا الوقت، تم التعرف على الأهمية الكبيرة لدرجة حرارة اللون وإضاءة مصدر الضوء لإجراء الفحوصات من خلال مجهر القرنية وتم وضع الأساس للاختبارات في الضوء الخالي من الأحمر. [4]
في عام 1926، أعيد تصميم أداة مجهر القرنية. سهّل الترتيب الرأسي التعامل مع جهاز العرض. لأول مرة، تم إصلاح المحور من خلال عين المريض على طول محور دوار مشترك، على الرغم من أن الجهاز لا يزال يخلو من مرحلة تنسيق الانزلاق المتقاطع لتعديل الجهاز. حيث لم يتم التعرف على أهمية الإضاءة البؤرية بشكل كامل.[5]
في عام 1927، تم تطوير كاميرات الستريو وإضافتها إلى مجهر القرنية لزيادة استخدامه. في عام 1930، طور رودولف ثيل مجهر القرنية بتشجيع من هانز جولدمان. تم إجراء تعديلات التنسيق الأفقية والرأسية مع ثلاثة عناصر تحكم على مرحلة الانزلاق المتقاطع. تم توصيل محور الدوران المشترك لنظام المجهر والإضاءة بمرحلة الانزلاق المستعرض، مما سمح بتحريكه إلى أي جزء من العين لفحصه. [6] تم إجراء مزيد من التحسينات في عام 1938. وتم استخدام ذراع التحكم أو عصا التحكم لأول مرة للسماح بالحركة الأفقية.
بعد الحرب العالمية الثانية، تم تحسين مجهر القرنية مرة أخرى. في هذا التحسين الخاص، يمكن تدوير جهاز العرض الشقي بشكل مستمر عبر الجزء الأمامي من المجهر. تم تحسين هذا مرة أخرى في عام 1950، عندما أعادت شركة تدعى ليتمان تصميم مجهر القرنية. لقد تبنوا التحكم في عصا التحكم من جهاز جولدمان ومسار الإضاءة الموجود في جهاز كومبيرج. بالإضافة إلى ذلك، أضاف ليتمان نظام التلسكوب المجسم مع مغير تكبير موضوعي مشترك. [7]
في عام 1965، تم إنتاج مجهر القرنية موديل 100/16 بناءً على مجهر القرنية بواسطة ليتمان. سرعان ما تبع ذلك مجهر القرنية موديل 125/16 في عام 1972. وكان الاختلاف الوحيد بين النموذجين هو مسافات التشغيل من 100 مم إلى 125 مم. مع إدخال مجهر القرنية المصور، كان من الممكن تحقيق المزيد من التقدم. في عام 1976، كان تطوير مجهر القرنية من طراز 110 والمصابيح الشقية 210/211 بمثابة ابتكار تم من خلاله إنشاء كل منهما من وحدات قياسية تسمح بمجموعة واسعة من التكوينات المختلفة. [8] في الوقت نفسه، حلت مصابيح الهالوجين محل أنظمة الإضاءة القديمة لجعلها أكثر سطوعًا وجودة ضوء النهار بشكل أساسي. من عام 1994 فصاعدًا، تم تقديم مصابيح شقيّة جديدة استفادت من التقنيات الجديدة.  كان آخر تطور رئيسي في عام 1996 والذي تضمن مزايا بصريات مجهر القرنية الجديدة. انظر أيضًا «من الإضاءة الجانبية إلى مجهر القرنية - مخطط للتاريخ الطبي». [9]

## الإجراء العام
أثناء جلوس المريض على كرسي الفحص، يضع المريض ذقنه وجبهته على الدعامة لتثبيت رأسه. يشرع طبيب العيون أو أخصائي البصريات في فحص عين المريض باستخدام المجهر الحيوي. يمكن لمس شريط ورقي ناعم ملطخ بالفلورسين (صبغة فلورية)، على جانب العين؛ ليلطخ الفيلم المسيل للدموع على سطح العين للمساعدة في الفحص. يتم شطف الصبغة بشكل طبيعي من العين بواسطة الدموع.
قد يتضمن الاختبار اللاحق وضع قطرات في العين لتوسيع حدقة العين. تستغرق القطرات حوالي 15 إلى 20 دقيقة حتى تعمل، وبعدها يتكرر الفحص، مما يسمح بفحص الجزء الخلفي من العين. سيشعر المرضى ببعض الحساسية تجاه الضوء لبضع ساعات بعد هذا الفحص، وقد تسبب القطرات الموسعة أيضًا زيادة الضغط في العين، مما يؤدي إلى الغثيان والألم. يُنصح المرضى الذين يعانون من أعراض خطيرة بممارسة العناية الطبية على الفور.
لا يحتاج البالغون إلى إعداد خاص للاختبار؛ ومع ذلك، قد يحتاج الأطفال إلى بعض الإعداد، اعتمادًا على العمر والتجارب السابقة ومستوى الثقة.

## إضاءات
هناك حاجة إلى طرق مختلفة لإضاءة مجهر القرنية للحصول على الاستفادة الكاملة من المجهر الحيوي لمجهر القرنية. هناك ستة أنواع أساسية من خيارات الإضاءة:
1. الإضاءة المنتشرة، 2. الإضاءة البؤرية المباشرة، 3. انعكاس المرآة، 4. الإضاءة النافذة أو الإضاءة الرجعية، 5. الإضاءة الجانبية غير المباشرة أو الإضاءة القريبة غير المباشرة

تعتبر الإضاءة المتذبذبة أحيانًا تقنية إضاءة. وتعد الملاحظة باستخدام قسم بصري أو إضاءة بؤرية مباشرة هي الطريقة الأكثر استخدامًا للفحص باستخدام مجهر القرنية. بهذه الطريقة، يتقاطع محورا الإضاءة ومسار الرؤية في منطقة وسط العين الأمامية المراد فحصها، على سبيل المثال، طبقات القرنية الفردية. [11]

### إضاءة منتشرة

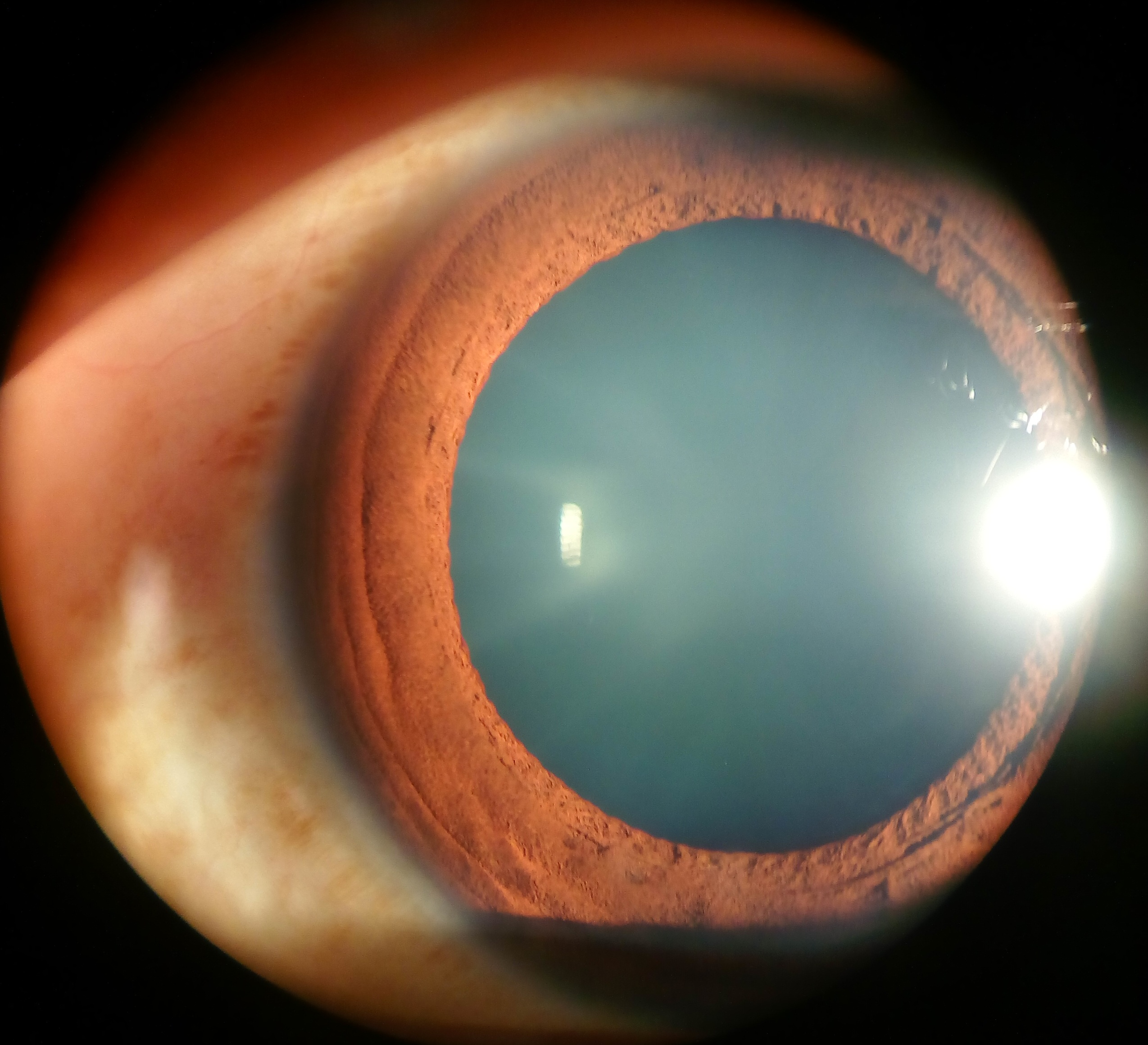
انتشر الإضاءة للجزء الأمامي

إذا كانت الوسائط، خاصة تلك الموجودة في القرنية، غير شفافة، فغالبًا ما تكون صور المقطع البصري مستحيلة اعتمادًا على شدتها. في هذه الحالات، يمكن الاستفادة من الإضاءة المنتشرة. لهذا، يتم فتح الشق على نطاق واسع ويتم إنتاج إضاءة مسح مخففة منتشرة عن طريق إدخال شاشة زجاجية أو ناشر أرضي في مسار الإنارة. إن إضاءة «الشعاع العريض» هي النوع الوحيد الذي يتم فيه ضبط مصدر الضوء على مصراعيه. الغرض الرئيسي منه هو إلقاء الضوء على أكبر قدر من العين وملحقاتها في وقت واحد للمراقبة العامة.

### الإضاءة البؤرية المباشرة

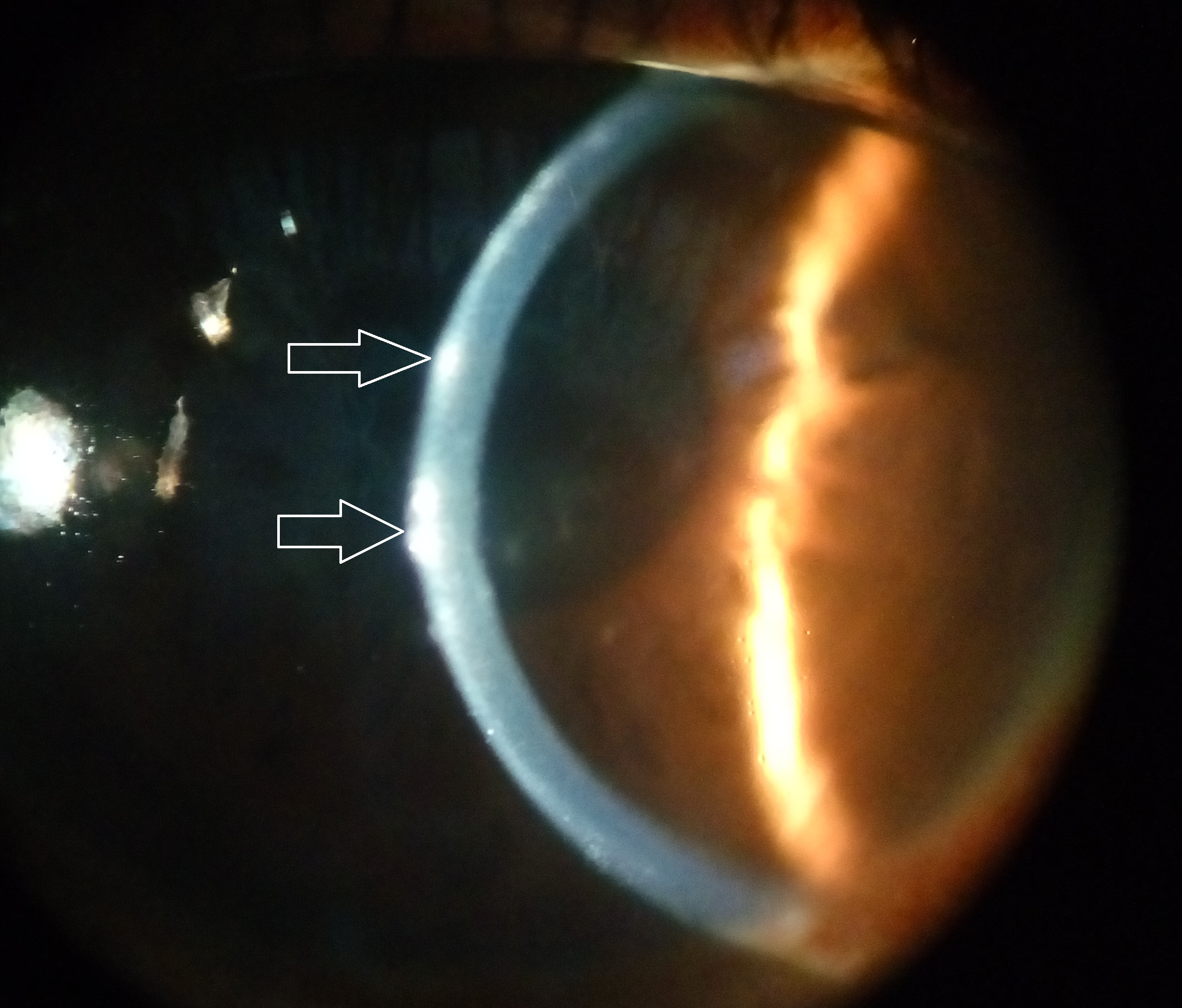
تظهر الآفات في الطبقات السطحية للقرنية عن طريق الإضاءة البؤرية المباشرة

الملاحظة باستخدام قسم بصري أو إضاءة بؤرية مباشرة هي الطريقة الأكثر استخدامًا. يتم تحقيق ذلك من خلال توجيه شعاع كامل الطول، من خط الشعر إلى متوسط العرض، متوسط السطوع بشكل غير مباشر في العين وتركيزه على القرنية بحيث تضيء كتلة رباعية من الضوء على وسائط العين الشفافة. يتم الاحتفاظ بذراع الرؤية والذراع المضيئة بشكل محدد. هذا النوع من الإضاءة مفيد لتوطين العمق. تُستخدم الإضاءة البؤرية المباشرة لتصنيف الخلايا والتوهج في الغرفة الأمامية بتقصير ارتفاع الحزمة إلى 2-1 مم.

### انعكاس مرآوي
الانعكاس المرآوي، أو الإضاءة المنعكسة، يشبه تمامًا بقع الانعكاس التي تظهر على سطح مياه البحيرة المضاءة بنور الشمس. لتحقيق الانعكاس المرآوي، يوجه الفاحص شعاعًا ضوئيًا متوسطًا إلى ضيقًا (يجب أن يكون أكثر سمكًا من القسم البصري) باتجاه العين من الجانب الزمني. يجب أن تكون زاوية الإضاءة واسعة (50 درجة -60 درجة) بالنسبة لمحور الفاحصين للمراقبة (والذي يجب أن يكون أنفيًا قليلاً بالنسبة للمحور البصري للمريض). سوف تظهر منطقة مضيئة من الانعكاس المرآوي على ظهارة القرنية الصدغية المحيطية. يتم استخدامه لرؤية الخطوط العريضة البطانية للقرنية.

### إضاءة أو إضاءة رجعية

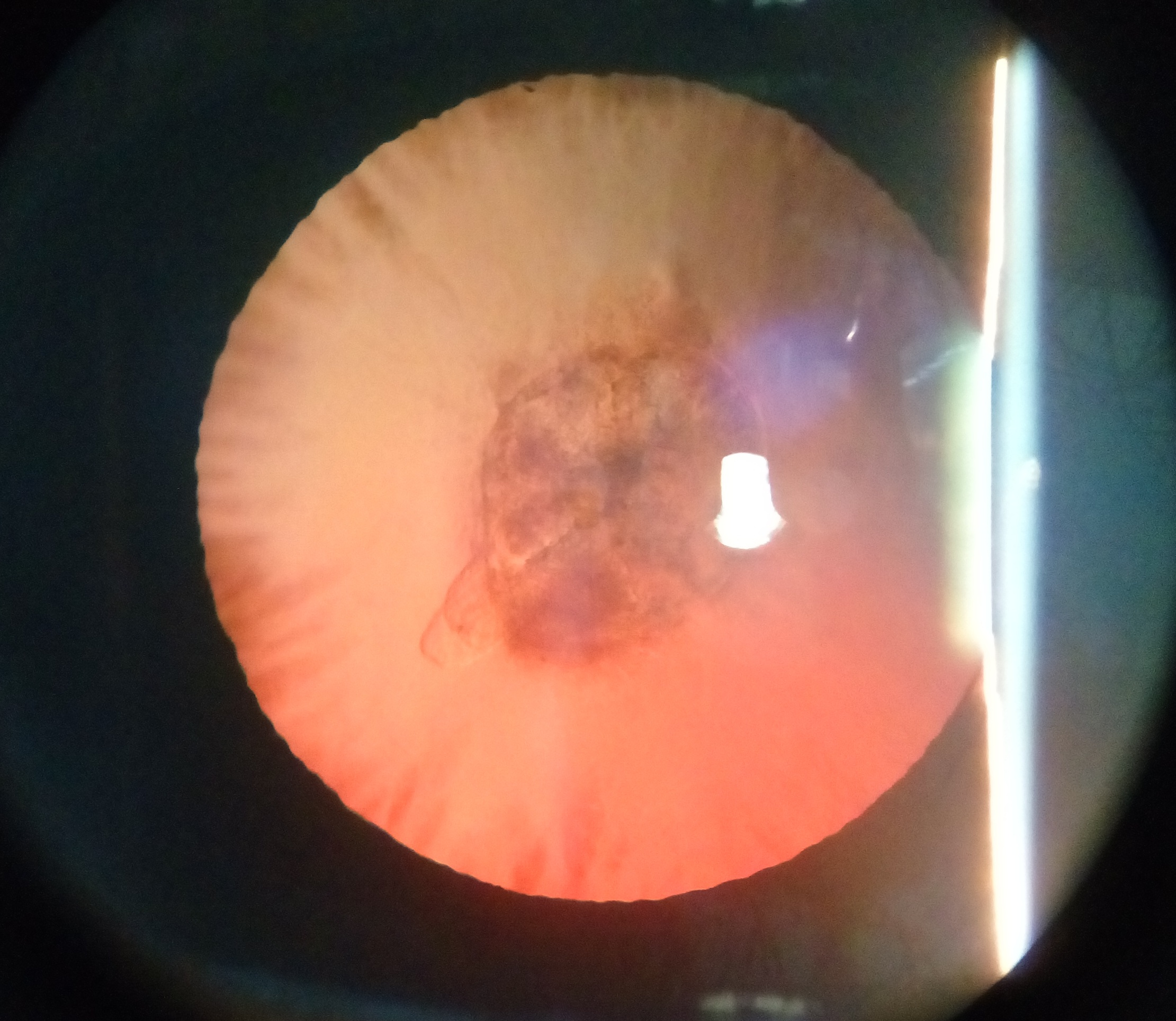
إضاءة رجعية لإعتام عدسة العين الأمامي تحت المحفظة

في بعض الحالات، لا تقدم الإضاءة بالقسم البصري معلومات كافية أو تكون مستحيلة. هذا هو الحال، على سبيل المثال، عندما تكون مناطق أو مساحات واسعة من الوسائط العينية غير شفافة. ثم يتم امتصاص الضوء المتناثر غير الساطع بشكل طبيعي. تنشأ حالة مماثلة عندما يجب ملاحظة المناطق الواقعة خلف العدسة البلورية. في هذه الحالة، يجب أن تمر حزمة المراقبة بعدد من الواجهات التي قد تعكس الضوء وتضعفه.

### الإضاءة غير المباشرة

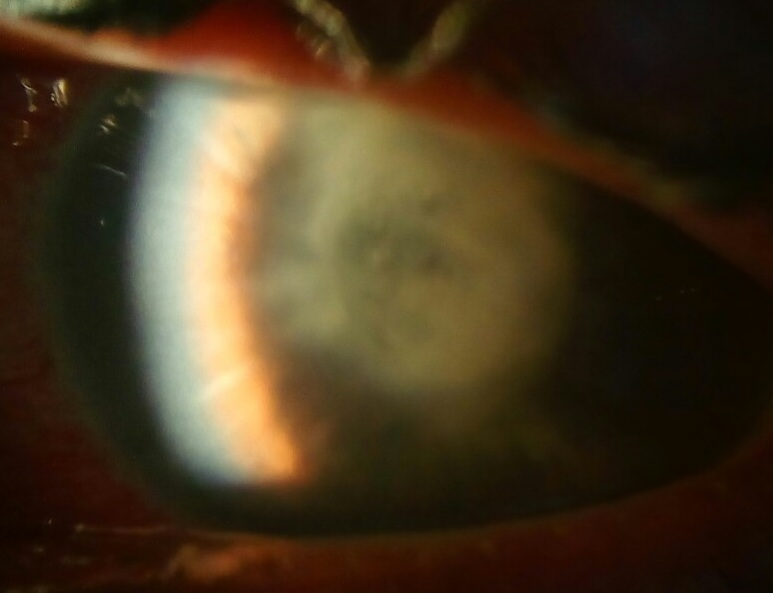
إضاءة جانبية غير مباشرة لقرحة القرنية

بهذه الطريقة، يدخل الضوء إلى العين من خلال شق ضيق إلى متوسط (2 إلى 4 مم) إلى جانب واحد من المنطقة المراد فحصها. لا تتقاطع محاور الإضاءة ومسار العرض عند نقطة تركيز الصورة، لتحقيق ذلك؛ يتم إلغاء مركز المنشور المضيء عن طريق تدويره حول محوره الرأسي بعيدًا عن الوضع الطبيعي. بهذه الطريقة ينعكس الضوء غير المباشر على منطقة الحجرة الأمامية أو القرنية المراد فحصها. تقع منطقة القرنية المرصودة بعد ذلك بين قسم الضوء الساقط عبر القرنية والمنطقة المشععة من القزحية. وبالتالي فإن الملاحظة على خلفية مظلمة نسبيًا. 

### إضاءة القرنية المتصلبة

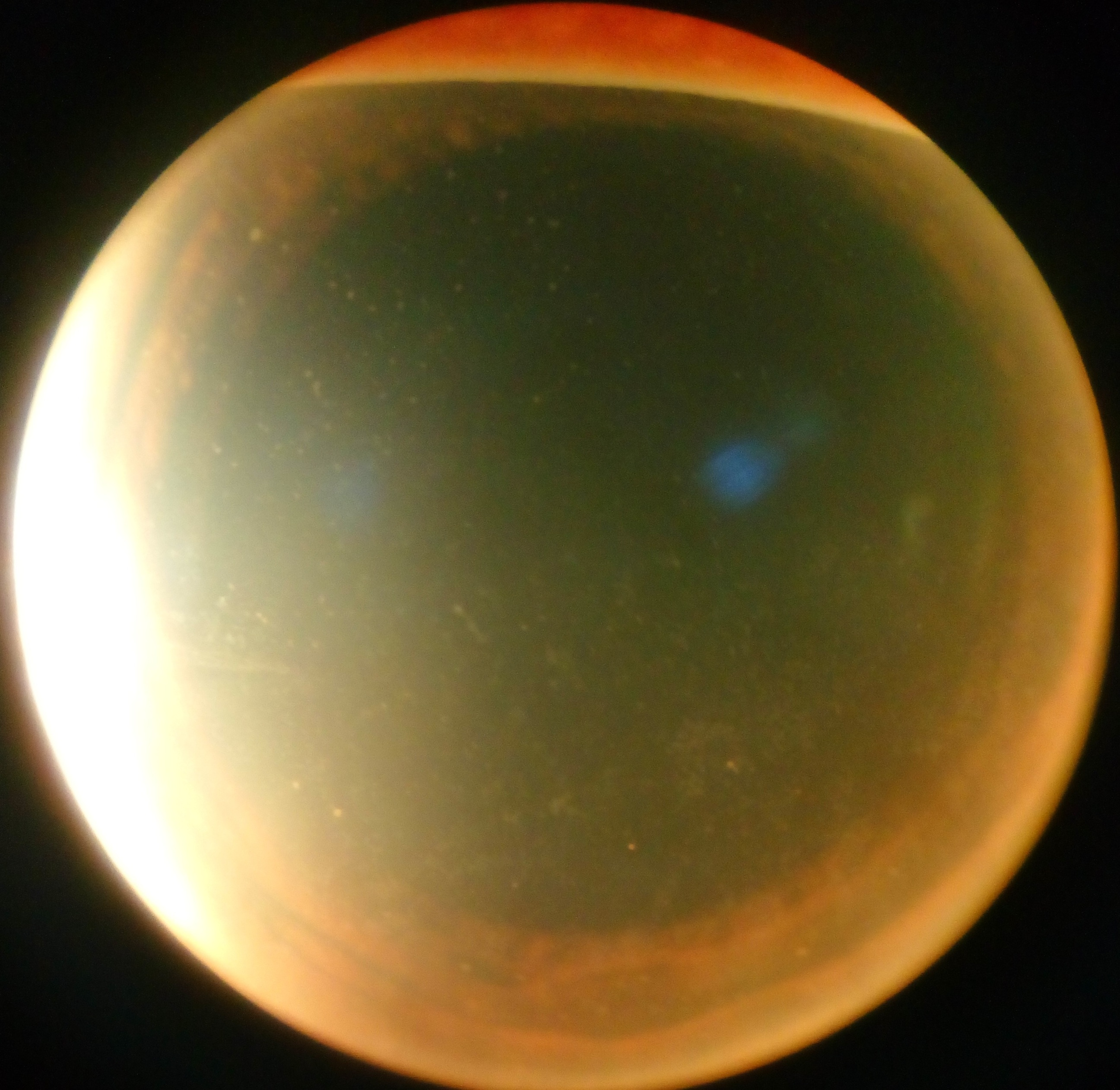
إضاءة مبعثرة متصلبة تظهر على رواسب القرنية

مع هذا النوع من الإضاءة، يتم توجيه شعاع ضوئي عريض إلى المنطقة الحوفية من القرنية بزاوية وقوع منخفضة للغاية وبمنشور إنارة غير متمركز بشكل جانبي. يجب أن يسمح الضبط لشعاع الضوء بالانتقال عبر طبقات متني القرنية وفقًا لمبدأ الانعكاس الكلي مما يسمح بإضاءة الواجهة مع القرنية بشكل ساطع. يجب اختيار التكبير بحيث يمكن رؤية القرنية بأكملها في لمح البصر.

## تقنيات خاصة

### مراقبة قاع العين وتنظير الزاوية باستخدام مجهر القرنية

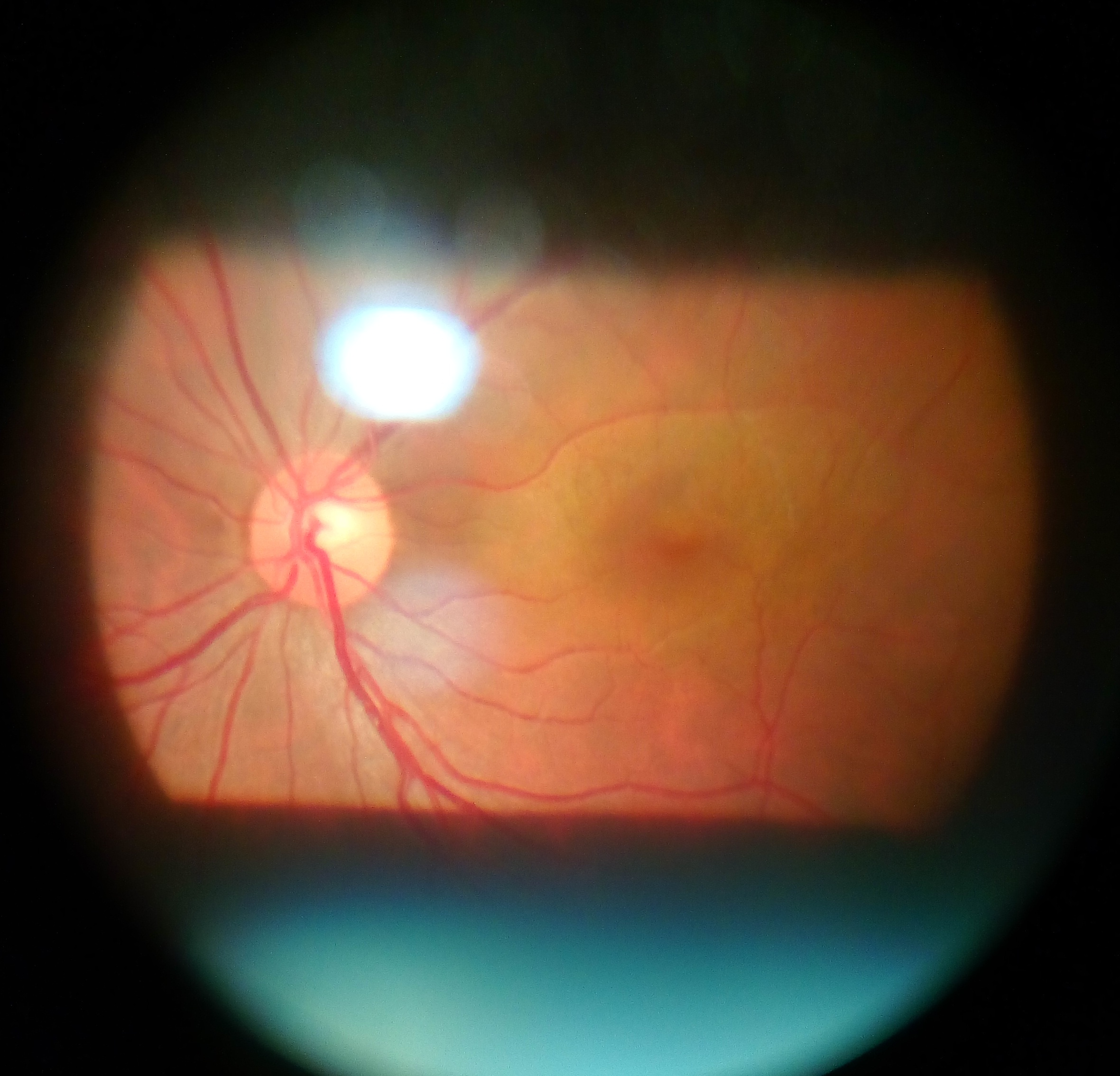
تنظير القاع باستخدام عدسة ديوبتر +90 مع مجهر القرنية

تُعرف مراقبة قاع العين بواسطة طب العيون واستخدام كاميرات قاع العين مع وجود مجهر القرنية، فإن المراقبة المباشرة للقاع مستحيلة بسبب القوة الانكسارية لوسائط العين. بعبارة أخرى: النقطة البعيدة للعين (النقطة البعيدة) بعيدة جدًا أمام (قصر النظر) أو خلفها (مد البصر) بحيث لا يمكن تركيز المجهر. إن استخدام البصريات المساعدة - كعدسة بشكل عام - يجعل من الممكن على الرغم من ذلك جعل النقطة البعيدة ضمن نطاق تركيز المجهر. لهذا، يتم استخدام العدسات المساعدة المختلفة في هذا النطاق في الخصائص البصرية والتطبيق العملي.

## مرشحات الضوء
تستخدم معظم مجاهر القرنية خمسة مرشحات ضوئية. مثل:
1. غير مرشح،
2. امتصاص الحرارة - لزيادة راحة المريض
3. مرشح رمادي،
4. الأحمر الخالي - لرؤية أفضل لطبقة الألياف العصبية والنزيف والأوعية الدموية.
5. الكوبالت الأزرق - بعد التلوين بصبغة الفلورسين، لرؤية تقرحات القرنية، وتركيب العدسات اللاصقة، واختبار Seidel

### الضوء الأزرق الكوبالت
تنتج مجاهر القرنية ضوءًا بطول موجة 450 إلى 500 نانومتر، المعروف باسم «الأزرق الكوبالت». هذا الضوء مفيد بشكل خاص للبحث عن مشاكل في العين بمجرد تلطيخها بالفلورسين.

## أنواع
هناك نوعان متميزان من مجاهر القرنية بناءً على موقع نظام الإضاءة الخاص بهم:

### نوع زايس
في مجهر القرنية من نوع زايس، توجد الإضاءة أسفل المجهر. تمت تسمية هذا النوع من مجهر القرنية على اسم شركة التصنيع كارل زايس.

### نوع هاج ستريت
في مجهر القرنية من نوع هاج ستريت، توجد الإضاءة فوق المجهر. تمت تسمية هذا النوع من مجهر القرنية على اسم الشركة المصنعة هاج ستريت.

## ترجمة
قد يكشف فحص مجهر القرنية عن العديد من أمراض العين، ومنها:
- إعتمام عدسة العين
- التهاب الملتحمة
- إصابة القرنية مثل قرحة القرنية أو تورم القرنية
- اعتلال الشبكية السكري
- حثل فوكس
- القرنية المخروطية (حلقة فلايشر)
- الضمور البقعي
- انفصال الشبكية
- انسداد الأوعية الشبكية
- التهاب الشبكية الصباغي
- متلازمة سجوجرن
- داء المقوسات
- التهاب القزحية
- مرض ويلسون (حلقة كايسر-فلايشر)

إحدى العلامات التي يمكن رؤيتها في فحص مجهر القرنية هي «التوهج»، والذي يحدث عندما يُرى شعاع مجهر القرنية في الغرفة الأمامية. يحدث هذا عند انهيار الحاجز الدموي المائي مع ما ينتج عن ذلك من إفراز البروتين.